# 르노 R312
르노 R312(프랑스어: Renault R312)는 르노트럭에서 1987년부터 1996년까지 생산했던 전장 12m급 저상버스이다.원래는 1960년대의 Saviem 디자인이었던 SC 10을 계승하였다.

## 경쟁 차종
자일대우버스
- 대우 BS120CN 로얄논스텝

현대자동차
- 현대 저상 슈퍼 에어로시티